# Фильтрация (случайные процессы)
Фильтра́ция в теории случайных процессов — неубывающее семейство σ-алгебр.

## Определение
Пусть дано вероятностное пространство {\displaystyle (\Omega ,{\mathcal {F}},\mathbb {P} )} и подмножество числовой прямой {\displaystyle T\subset \mathbb {R} }. Семейство σ-алгебр {\displaystyle \{{\mathcal {F}}_{t}\}_{t\in T}} такое, что
{\displaystyle {\mathcal {F}}_{s}\subset {\mathcal {F}}_{t}\subset {\mathcal {F}},\quad \forall s\leq t,\;s,t\in T,}
называется фильтра́цией вероя́тностного простра́нства {\displaystyle (\Omega ,{\mathcal {F}},\mathbb {P} )}.

## Естественная фильтрация случайного процесса
Пусть дан случайный процесс {\displaystyle \{X_{t}\}_{t\in T}}, определённый на некотором вероятностном пространстве. Определим
{\displaystyle {\mathcal {F}}_{t}^{X}=\sigma \{X_{s}\mid s\leq t,\;s\in T\},\quad t\in T.}.
Тогда семейство {\displaystyle \left\{{\mathcal {F}}_{t}^{X}\right\}_{t\in T}} является фильтрацией и называется есте́ственной фильтрацией случайного процесса {\displaystyle \{X_{t}\}}.